# Cot Blangongbasah
Cot Blangongbasah är ett berg i Indonesien.   Det ligger i provinsen Aceh, i den västra delen av landet, 1 800 km nordväst om huvudstaden Jakarta. Toppen på Cot Blangongbasah är 465 meter över havet.
Terrängen runt Cot Blangongbasah är varierad.Runt Cot Blangongbasah är det ganska tätbefolkat, med 86 invånare per kvadratkilometer. I omgivningarna runt Cot Blangongbasah växer i huvudsak städsegrön lövskog.